# Mar de Barentsz

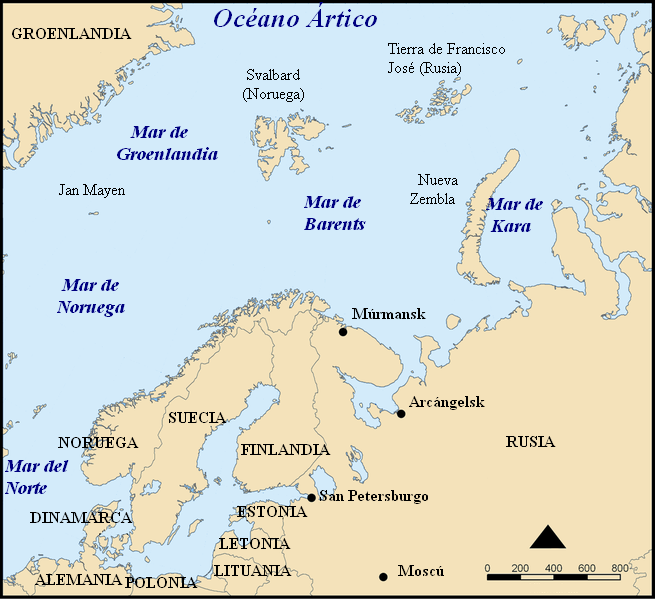
Localització de la mar de Barents.

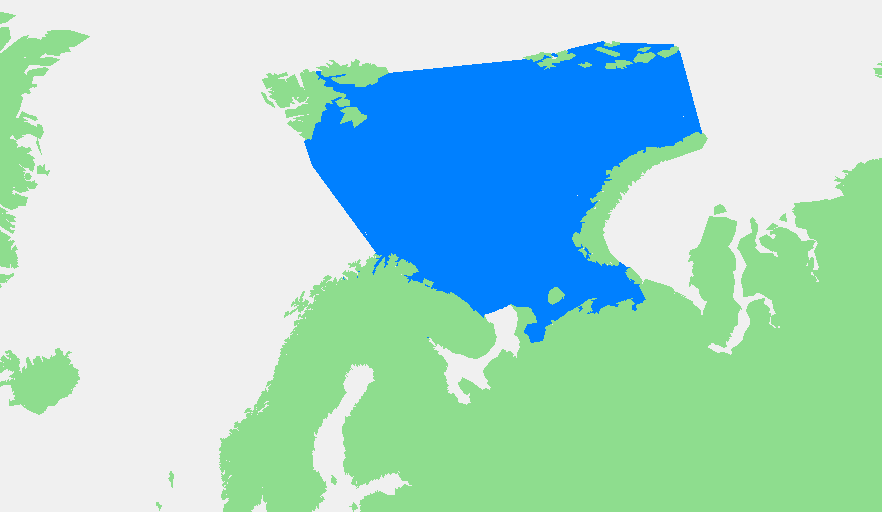
La mar de Barents, ressaltada en blau.

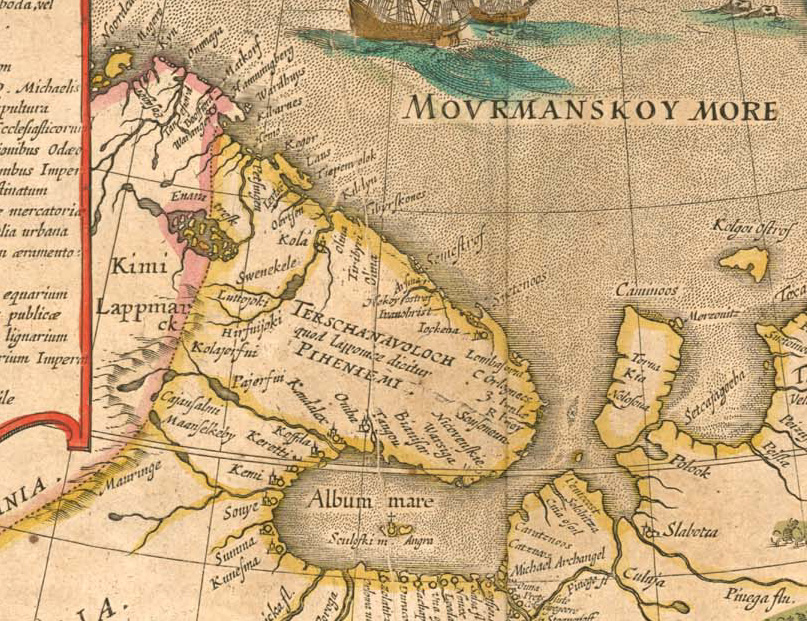
Mapa de la part oriental de la mar de Barents, del Tabula Russiae", de Joan Blaeu, Amsterdam, 1614.

La mar de Barentsz noruec: Barentshavet, Urban East Norwegian: [ˈbɑ̀ːrn̩tsˌhɑːvə]; (en noruec Barentshavet, en rus Баренцево море, Bàrentsevo more) és una mar de l'oceà Àrtic situada al nord de Noruega i Rússia, batejada en honor del navegant neerlandès Willem Barentsz. És una mar continental bastant profunda (té una fondària mitjana de 230 m) que limita a l'oest amb la mar de Noruega, al nord-oest amb l'arxipèlag noruec de Svalbard i al nord-est i a l'est, respectivament, amb les illes russes de la Terra de Francesc Josep i Nova Terra, que la separen de la mar de Kara. Al sud-oest, entre les penínsules de Kola i Kanin, és anomenada mar Blanca.
Tot i que forma part de l'oceà Àrtic, el mar de Barents s'ha caracteritzat per "convertir-se a l'Atlàntic " o en procés de ser "atlantificat" a causa del seu estatus com a «punt calent d'escalfament de l'Àrtic». Els canvis hidrològics a causa de l'escalfament global han provocat una reducció del gel marí i de l'estratificació de la columna d'aigua, la qual cosa podria produir grans canvis en el temps a Euràsia. Una predicció és que a mesura que creixi l'àrea permanent lliure de gel del mar de Barentsz, l'evaporació addicional augmentarà les nevades hivernals a gran part de l'Europa continental.
Per efecte del corrent del Golf molts dels ports de les seves ribes són lliures de gel tot l'any. La ciutat més gran banyada per aquesta mar és Múrmansk, a Rússia.
El mar de Barentsz és un mar de plataforma força poc profund, amb una profunditat mitjana de 230 m i és un lloc important tant per a la pesca com per a l'exploració d'hidrocarburs.
El 12 d'agost del 2000 s'hi enfonsà el submarí atòmic rus Kursk, que s'emportà la vida de 118 mariners.

## Geografia

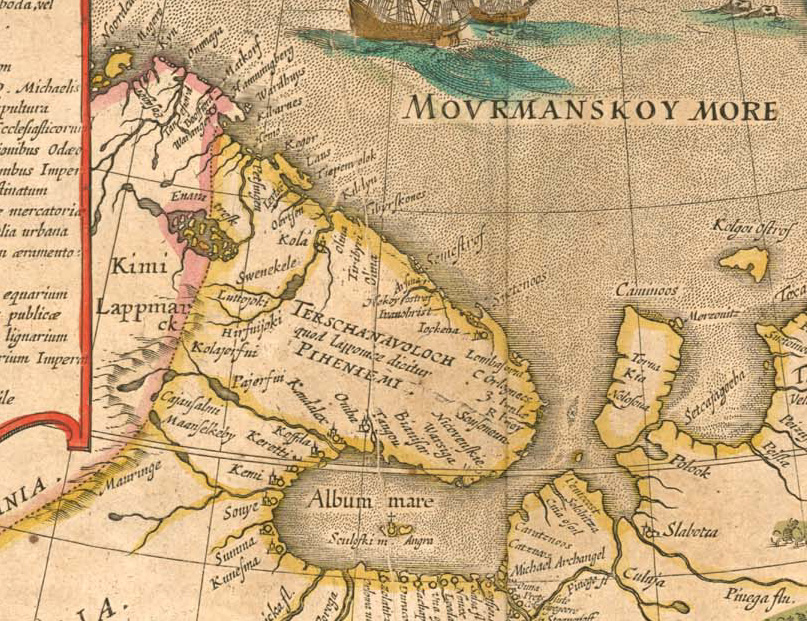
Ribes del mar de Barentsz (Murman). De "Tabula Russiae", de Joan Blaeu, Amsterdam, 1614.

La meitat sud del mar de Barentsz, inclosos els ports de Múrmansk (Rússia) i Vardø (Noruega) romanen lliures de gel durant tot l'any a causa del càlid corrent de l'Atlàntic Nord. Al setembre, tot el mar de Barents està més o menys completament lliure de gel. Fins al 1944, el territori de Finlàndia també arribava fins al mar de Barents. El port de Liinakhamari al Districte de Petxenga va ser l'únic port d'hivern lliure de gel de Finlàndia fins que va ser cedit a la Unió Soviètica.
Hi ha tres tipus principals de masses d'aigua al mar de Barentsz: Aigua atlàntica càlida i salada (temperatura >3 °C, salinitat >35) de la deriva de l'Atlàntic Nord; Aigua freda de l'Àrtic (temperatura <0 °C, salinitat <35) del nord; i aigua costanera càlida, però no molt salada (temperatura >3 °C, salinitat <34,7). Entre les aigües atlàntiques i polars es forma un front anomenat front polar. A les parts occidentals del mar (prop de l'illa de l'Ós), aquest front ve determinat per la topografia del fons i, per tant, és relativament afilat i estable d'any en any, mentre que a l'est (cap a Nova Terra), pot ser força difús i la seva posició pot variar notablement entre anys.
Les terres de Nova Terra van assolir la major part de la seva desglaciació costanera de l'Holocè primerenc aproximadament 10.000 anys abans de l'actualitat.

### Extensió
L'Organització Hidrogràfica Internacional defineix els límits del "Mar de Barentsz" de la següent manera:
A l'oest: el límit nord-est del mar de Noruega [Una línia que uneix el punt més al sud de Spitsbergen [cap al cap nord de l'illa de l'Ós, a través d'aquesta illa fins al cap Bull i des d'allí cap al cap nord a Noruega (25°45'E)].
Al nord-oest: la costa oriental de West Spitzbergen [, estret de Hinlopen fins als 80° de latitud nord; costes sud i est de l'illa de Nordaustlandet fins al cap Leigh Smith (80° 05′ N, 28° 00′ E / 80.083°N,28.000°E).
Al nord: cap Leigh Smith a través de les illes Bolxoi Ostrov (Illa Gran) [ Storøya ], Gilles [ Kvitøia ] i Victòria; Cap Mary Harmsworth (extrem sud-oest de la Terra d'Alexandra) al llarg de les costes del nord de la Terra de Francesc Josep fins al cap Kohlsaat (81° 14′ N, 65° 10′ E / 81.233°N,65.167°E).
A l'est: cap Kohlsaat fins al cap Zhelaniya (Desig); costa oest i sud-oest de Nova Terra fins al cap Kussov Noss i des d'allí fins al cap d'entrada occidental, badia de Dolgaya (70° 15′ N, 58° 25′ E / 70.250°N,58.417°E) a l'illa Vaigatx. Per l'illa Vaigatx fins al cap Greben; des d'allí fins al cap Belii Noss al continent.
Al sud: el límit nord de la Mar Blanca [Una línia que uneix Svyatoi Nos (Costa de Murmansk, 39°47'E) i el cap Kanin].
Altres illes del mar de Barentsz inclouen Chaichy i Timanets.

## Geologia
El mar de Barentsz es va formar originàriament a partir de dues col·lisions continentals importants: l'orogènia de Caledònia, en la qual el Bàltica i Laurència van xocar per formar Lauràsia, i una col·lisió posterior entre Lauràsia i Sibèria occidental. La major part de la seva història geològica està dominada per la tectònica extensional, causada per l'enfonsament dels cinturons orogènics de Caledònia i Uràlia i la ruptura de Pangea. Aquests esdeveniments van crear les principals conques de rift que dominen la plataforma de Barents, juntament amb diverses plataformes i alts estructurals. La història geològica posterior del mar de Barentsz està dominada per l’elevació del Cenozoic tardà, en particular la causada per la glaciació quaternària, que ha donat lloc a l'erosió i la deposició de sediments significatius.

## Ecologia

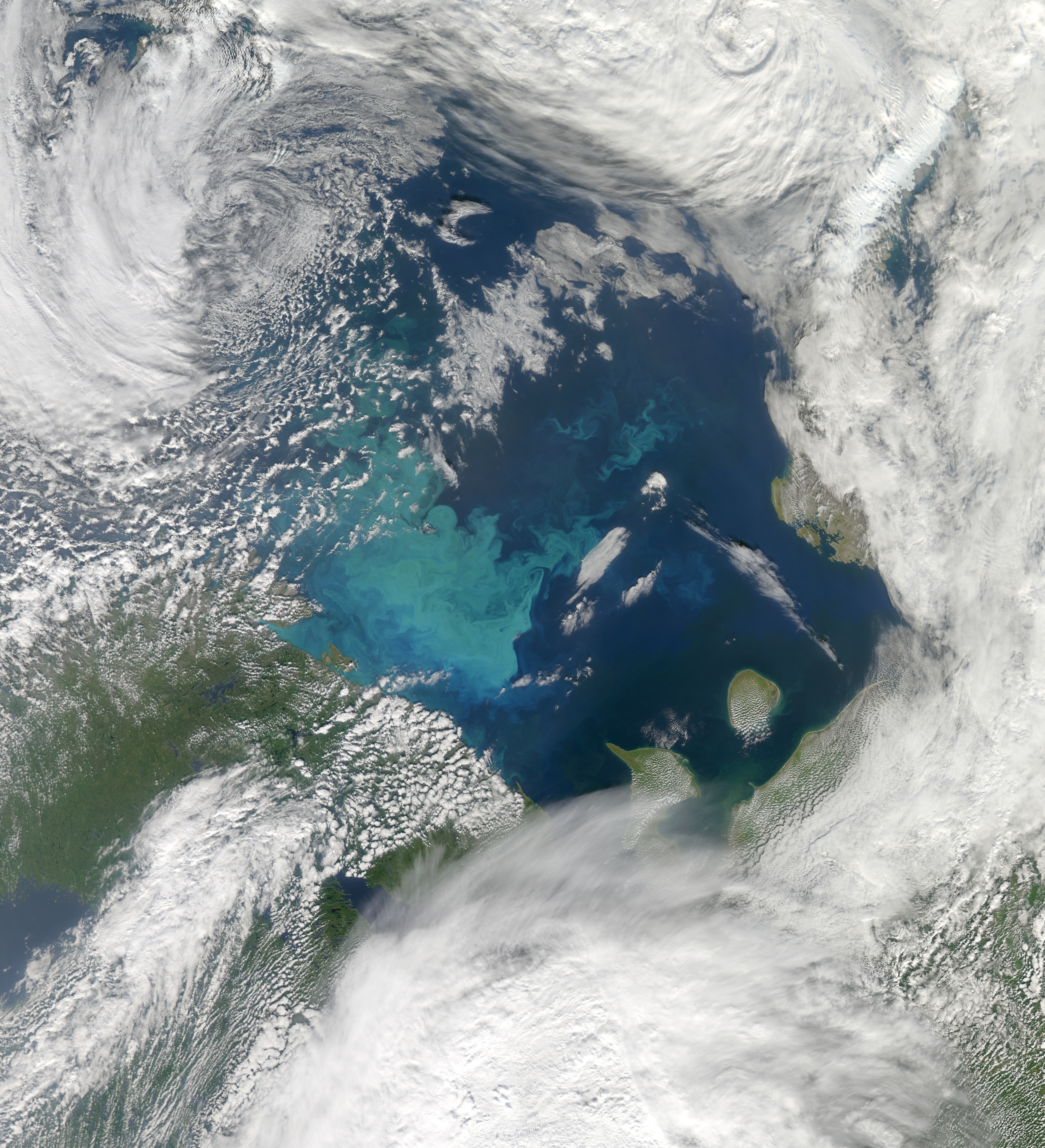
El fitoplàncton floreix al mar de Barentsz. El color blau lletós que domina la floració fa pensar que conté un gran nombre de cocolitòfors.

A causa del corrent de l’Atlàntic Nord, el mar de Barentsz té una producció biològica elevada en comparació amb altres oceans de latitud similar. La floració primaveral del fitoplàncton pot començar força aviat prop de la vora del gel, perquè l'aigua dolça del gel que es fon forma una capa d'aigua estable a la part superior de l'aigua del mar. La floració del fitoplàncton s'alimenta de zooplàncton com ara Calanus finmarchicus, Calanus glacialis, Calanus hyperboreus, Oithona spp. i eufausiacis. Els alimentadors de zooplàncton inclouen bacallà jove, mallotus villosus, bacallà polar, balenes i gavotí atlàntic. El mallotus villosus és un aliment clau per als principals depredadors, com ara el bacallà de l'Àrtic del nord-est, la foca de Groenlàndia  i les aus marines com el somorgollaire comú i el somorgollaire de Brünnich. Les pesqueries del mar de Barentsz, en particular les pesqueres de bacallà, són de gran importància tant per a Noruega com per a Rússia.
SIZEX-89 va ser un experiment internacional d'hivern l'any 1989 pel qual els objectius principals eren fer estudis de signatura de sensors de diferents tipus de gel per tal de desenvolupar algorismes SAR per a variables de gel, com ara tipus de gel, concentracions de gel i cinemàtica de gel. Tot i que investigacions anteriors van suggerir que la depredació de les balenes pot ser la causa de l'esgotament de les poblacions de peixos, investigacions més recents suggereixen que el consum de mamífers marins només té una influència trivial en la pesca. Un model que avaluava els efectes de la pesca i el clima era molt més precís per descriure les tendències de l'abundància de peixos. Hi ha una població d'os polar genèticament diferent associada al mar de Barentsz.

## Història

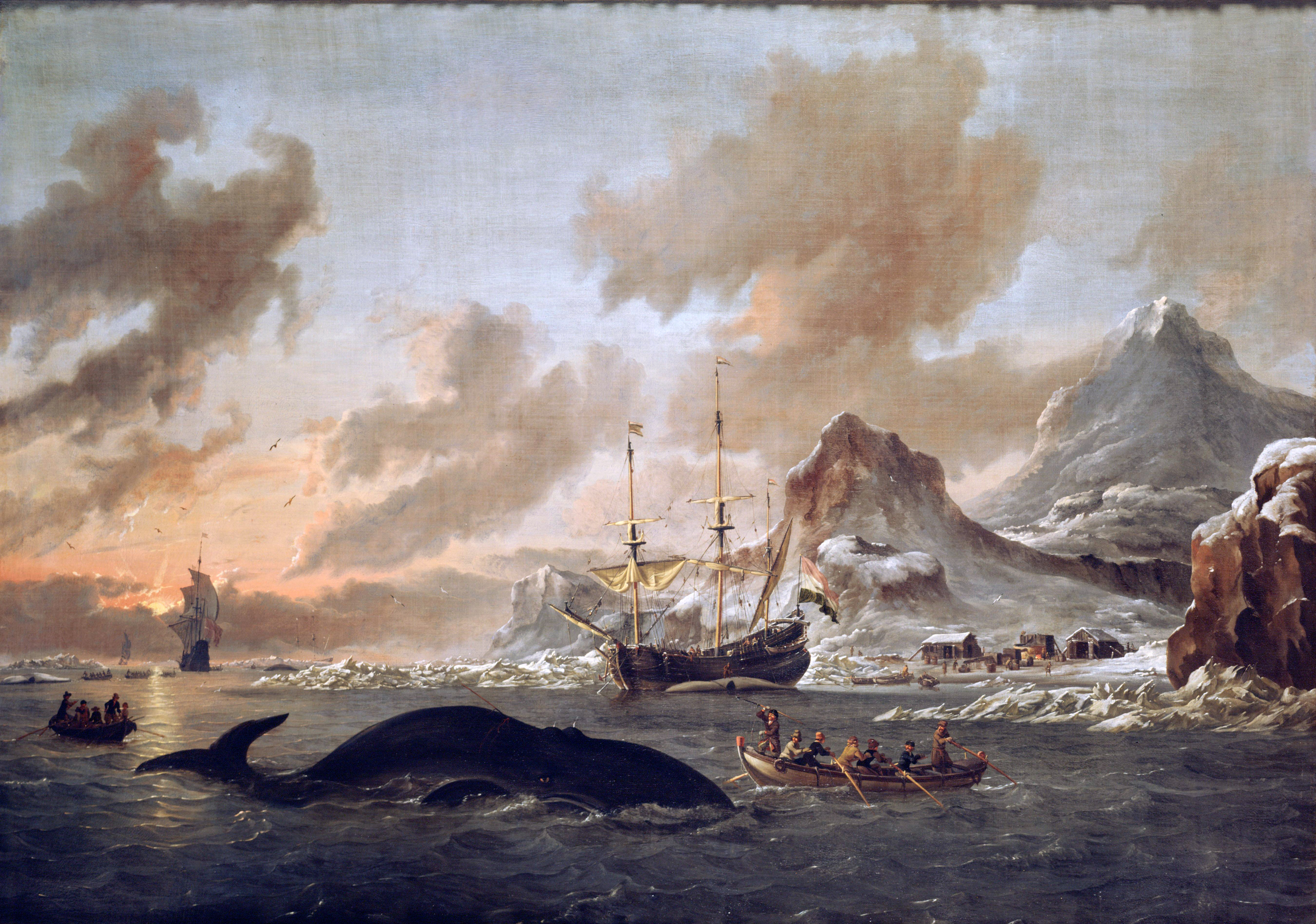
Baleners holandesos prop de Svalbard, 1690

### Nom
El mar de Barentsz era conegut abans pels russos com Murmanskoye More, o el "mar de Murmans" (és a dir, el seu terme per als noruecs). Apareix amb aquest nom en mapes del segle xvi, inclòs el Mapa de l'Àrtic de Gerardus Mercator publicat al seu atles de 1595. La seva banda oriental, a la regió de l'estuari del riu Petxora, s'ha conegut com a Pechorskoye Morye, és a dir, mar de Petxora.
Aquest mar va rebre el seu nom actual pels europeus en honor de Willem Barentsz, un navegant i explorador holandès. Barentsz va ser el líder de les primeres expedicions a l'extrem nord, a finals del segle XVI.
El mar de Barentsz ha estat anomenat pels mariners The Devil's Dance Floor per la seva impredictibilitat i nivell de dificultat.
Els remers oceànics l'anomenen Devil's Jaw. El 2017, després de la primera travessia completa amb propulsió humana del mar de Barents des de Tromsø fins a Longyearbyen en un vaixell de rem per l'expedició Polar Row, TV2 noruega va preguntar al capità Fiann Paul com anomenaria un remer al mar de Barentsz. Fiann va respondre que l'anomenaria "Devil's Jaw", i va afegir que els vents contra els quals lluites constantment són com l'alè de les fosses nasals del diable mentre ell et manté entre les seves mandíbules.

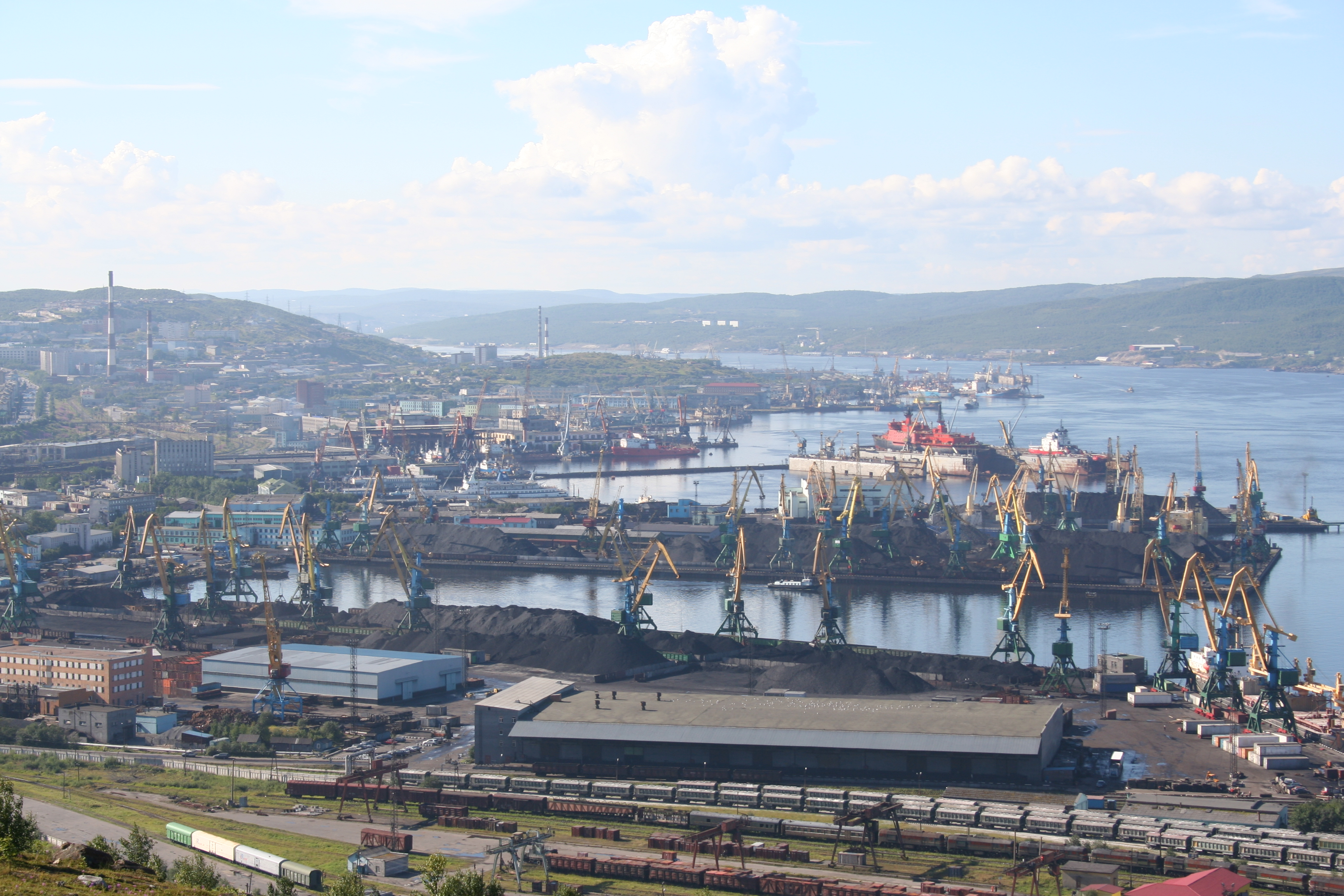
El port del fiord de Murmansk.

### Època moderna
La cartografia del fons marí es va completar el 1933; el primer mapa complet va ser produït per la geòloga marina russa Maria Kliónova.
El mar de Barents va ser el lloc d'un notable enfrontament de la Segona Guerra Mundial que més tard es coneix com la Batalla del mar de Barents. Sota el comandament d’Oskar Kummetz, vaixells de guerra alemanys van enfonsar el minador HMS Bramble i el destructor HMS Achates H12, però va perdre el destructor alemany Z16 Friedrich Eckoldt. A més, el creuer alemany Admiral Hipper va ser greument danyat pels trets britànics. Els alemanys es van retirar més tard i el comboi britànic va arribar amb seguretat a Múrmansk poc després.
Durant la Guerra Freda, la Flota del Nord de la Bandera Roja soviètica va utilitzar el tram sud del mar com a bastió de submarí de míssils balístics, una estratègia que Rússia continua. La contaminació nuclear dels reactors navals russos abocats és una preocupació mediambiental al mar de Barents.

## Economia

### Estatus polític

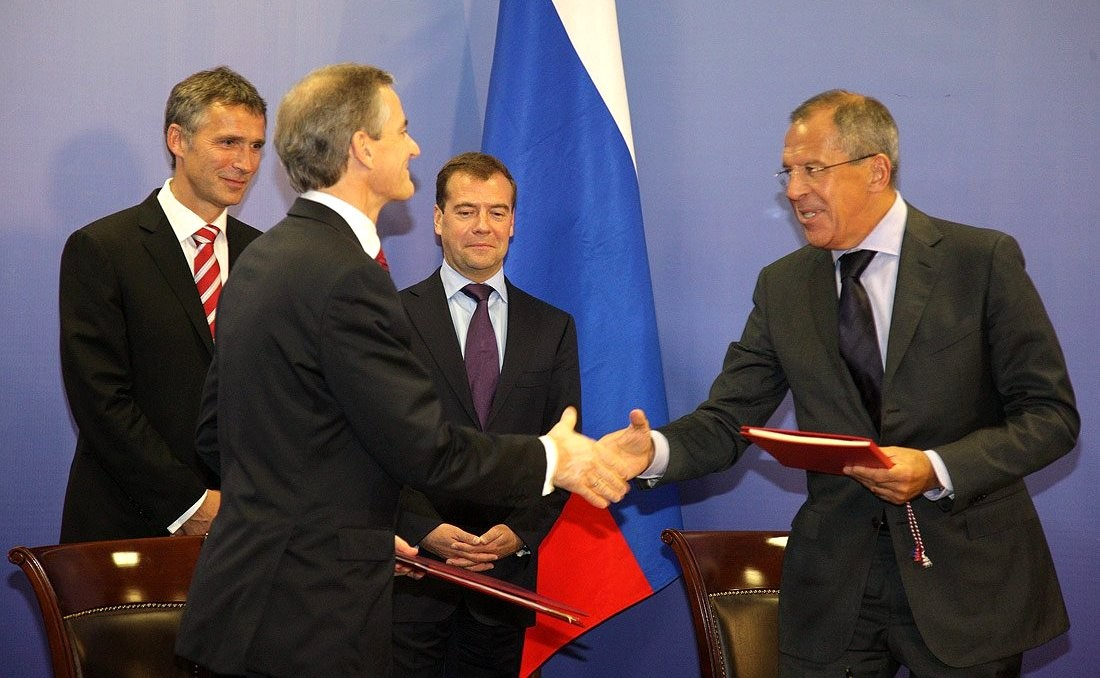
Signatura del Tractat rus-noruec, 15 de setembre de 2010

Durant dècades hi va haver una disputa fronterera entre Noruega i Rússia pel que fa a la posició de la frontera entre les seves respectives reclamacions al mar de Barentsz. Els noruecs van afavorir una línia mitjana, basada en la Convenció de Ginebra de 1958, mentre que els russos van afavorir una línia sectorial basada en el meridià, basada en una decisió soviètica de 1926. Una zona "grisa" neutra entre les reclamacions en competència tenia una superfície de 175.000 quilòmetres quadrats, que és aproximadament el 12% de l'àrea total del mar de Barentsz. Els dos països van iniciar negociacions sobre la ubicació de la frontera el 1974 i van acordar una moratòria sobre l'exploració d'hidrocarburs el 1976.
Vint anys després de la caiguda de la Unió Soviètica, el 2010 Noruega i Rússia van signar un acord que situava la frontera equidistant de les seves reivindicacions en competència. Aquest es va ratificar i va entrar en vigor el 7 de juliol de 2011, amb l'obertura de la zona grisa per a l'exploració d'hidrocarburs.

### Petroli i gas
Encoratjada per l'èxit de l'exploració i producció de petroli al mar del Nord a la dècada de 1960, Noruega va començar l'exploració d'hidrocarburs al mar de Barentsz el 1969. Van adquirir estudis de reflexió sísmica durant els anys següents, que van ser analitzats per entendre la ubicació de les principals conques sedimentàries. Equinor va perforar el primer pou l'any 1980, que era un forat sec, i els primers descobriments es van fer l'any següent: els jaciments de gas d'Alke i Askeladden. Durant la dècada de 1980 es van fer diversos descobriments més al costat noruec del mar de Barentsz, inclòs l'important camp de Snøhvit.
Però, l'interès per la zona va començar a disminuir a causa d'una successió de forats secs, pous que contenien només gas (que en aquell moment era barat) i els costos prohibitius de desenvolupar pous en una zona tan remota. L'interès per la zona es va tornar a encendre a finals dels anys 2000, després que finalment el camp de Snovhit es va posar en producció i es van fer dos nous grans descobriments.
Els russos van començar l'exploració al seu territori al voltant de la mateixa època, encoratjats pel seu èxit a la conca de Timan-Pechora. Van perforar els seus primers pous a principis de la dècada de 1980 i es van descobrir alguns jaciments de gas molt grans al llarg d'aquesta dècada. El jaciment de Shtokman va ser descobert el 1988 i està classificat com un jaciment de gas gegant: actualment el cinquè jaciment de gas més gran del món. Dificultats pràctiques similars al mar de Barents van provocar una disminució de l'exploració russa, agreujada per la inestabilitat política de la nació dels anys noranta.

### Pesca

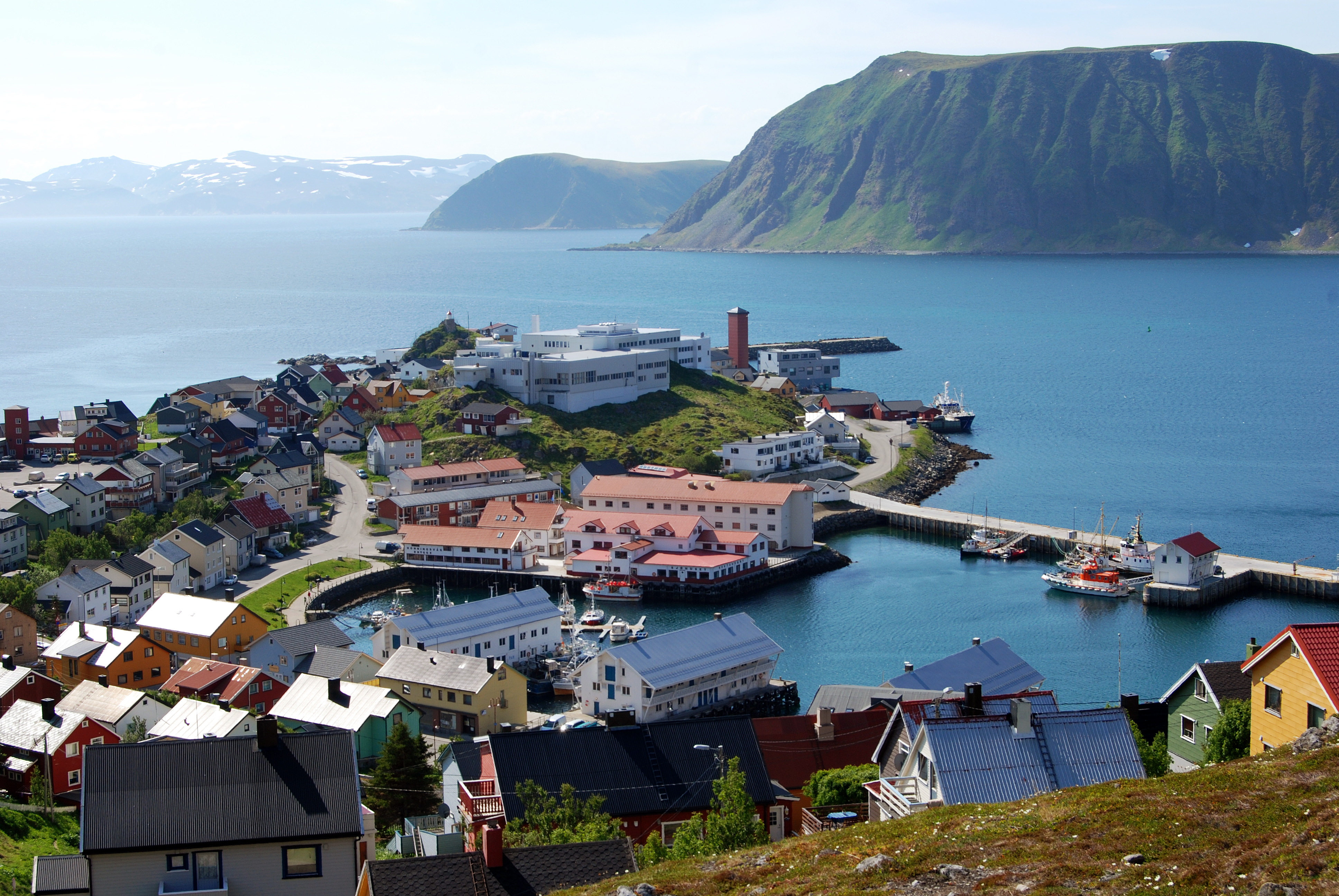
Honningsvåg és el poble de pescadors més al nord de Noruega

El mar de Barentsz conté la població de bacallà més gran del món, així com importants estocs d'eglefin i capellà. La pesca és gestionada conjuntament per Rússia i Noruega en forma de la Comissió Conjunta de Pesca Noruega-Russa, establerta el 1976, en un intent de fer un seguiment de quants peixos abandonen l'ecosistema a causa de la pesca. La Comissió Conjunta de Pesca de Noruega i Rússia estableix el total de captures permeses (TAC) per a diverses espècies al llarg de les seves rutes migratòries. A través de la Comissió, Noruega i Rússia també intercanvien quotes de pesca i estadístiques de captures per garantir que no es vulnerin els TAC.
Però hi ha problemes amb els informes amb aquest sistema, i els investigadors creuen que no tenen dades precises sobre els efectes de la pesca a l'ecosistema del mar de Barentsz. El bacallà és una de les principals captures. Una gran part de les captures no es reporten quan desembarcan els vaixells de pesca, per tal de comptabilitzar els beneficis que s'estan perdent a causa d'impostos i taxes elevats. Com que molts pescadors no segueixen estrictament els TAC i les normes establertes per la Comissió, la quantitat de peix que s'extreu anualment del mar de Barentsz està subestimada.

### Biodiversitat del mar de Barents i bioprospecció marina
El mar de Barentsz, on es troben les aigües temperades del corrent del Golf i les aigües fredes de l'Àrtic, acull una enorme diversitat d'organismes, ben adaptats a les condicions extremes dels seus hàbitats marins. Això fa que aquestes espècies àrtiques siguin molt atractives per a la bioprospecció marina. La bioprospecció marina es pot definir com la recerca de molècules i compostos bioactius de fonts marines que tinguin propietats noves i úniques i el potencial d'aplicacions comercials. Entre d'altres, les aplicacions inclouen medicaments, aliments i pinsos, tèxtils, cosmètics i la indústria de processos.
El govern noruec dona suport estratègicament al desenvolupament de la bioprospecció marina, ja que té el potencial de contribuir a la creació de riquesa nova i sostenible. Tromsø i les zones del nord de Noruega tenen un paper central en aquesta estratègia. Tenen un accés excel·lent a organismes marins àrtics únics, indústries marines existents i competència i infraestructures d'R+D en aquesta regió. Des del 2007, la ciència i la indústria han cooperat estretament en la bioprospecció i el desenvolupament i comercialització de nous productes.

#### Institucions i indústria que donen suport a la bioprospecció marina al mar de Barents

Vista panoràmica del mar de Barents prop de Honningsvåg, Noruega.

MabCent-SFI és un dels catorze centres d'innovació basats en la recerca iniciats pel Consell de Recerca de Noruega. És l'únic dins del camp de "compostos bioactius i descobriment de fàrmacs" que es basa en bioactius d'organismes marins. MabCent-SFI manté un enfocament en els bioactius dels organismes àrtics i subàrtics. A finals de 2011, MabCent havia provat uns 200.000 extractes, trobant diversos centenars d'"èxits". A través d'una investigació i un desenvolupament posteriors, alguns d'aquests èxits es convertiran en valuosos "clients", és a dir, compostos caracteritzats coneguts per tenir efectes biològics d'interès.
Els socis comercials de MabCent-SFI són Biotec Pharmacon ASA i la seva filial ArcticZymes AS, ABC BioScience AS, Lytix Biopharma AS i Pronova BioPharma ASA. ArcticZymes també és soci de MARZymes, un projecte finançat pel Consell de Recerca de Noruega per trobar enzims marins que s'adaptin a les condicions extremes de l'Àrtic. Els socis científics de MabCent-SFI són Marbank, un biobanc marí nacional situat a Tromsø; Marbio, una plataforma de rendiment mitjà/alt per al cribratge i identificació de compostos bioactius; i Norstruct, una plataforma de determinació d'estructura de proteïnes. Mabcent-SFI està allotjat per la Universitat de Tromsø.
BioTech North és un clúster de biotecnologia emergent d'empreses i organitzacions d'R+D, que cooperen estretament amb els actors regionals de finançament i desenvolupament (triple hèlix). Com que les molècules i els compostos bioactius dels recursos marins de l'Àrtic formen la base de les activitats de la majoria dels membres del clúster, BioTech North serveix com a clúster de biotecnologia marina. La majoria de les empreses de BioTech North estan actives en aplicacions i mercats de ciències de la vida. Fins ara, el clúster conté una trentena d'organitzacions tant del sector públic com privat. Ha rebut l'estatus d'Arena i està finançat a través del programa [Arena] finançat per Innovation Norway, SIVA i The Research Council of Norway. Les parts interessades de BioTech North inclouen Barents BioCentre Lab, BioStruct, Marbank, Norut, Nofima, Mabcent-SFI, Universitat de Tromsø, Unilab, Barentzymes AS, Trofi, Scandiderma AS, Prophylix Pharma AS, Olivita, Marealis, ProCelo, Probio, Lytix Biopharma, Integorgen, d'Liver, Genøk, Cognis, Clare AS, Chitinor, Calanus AS, Biotec Betaglucans, Ayanda, ArcticZymes AS, ABC Bioscience, Akvaplanniva.